# District d'Edelény
Le district d'Edelény (en hongrois : Edelényi járás) est un des 16 districts du comitat de Borsod-Abaúj-Zemplén en Hongrie. Créé en 2013, il compte 29 784 habitants et rassemble 45 localités : 43 communes et 2 villes dont Edelény, son chef-lieu.
Cette entité existait déjà auparavant, jusqu'à la réforme territoriale de 1983 qui a supprimé les districts.

## Localités
- Abod
- Balajt
- Becskeháza
- Boldva
- Borsodszirák
- Bódvalenke
- Bódvarákó
- Bódvaszilas
- Damak
- Debréte
- Edelény
- Égerszög
- Galvács
- Hangács
- Hegymeg
- Hidvégardó
- Irota
- Komjáti
- Lak
- Ládbesenyő
- Martonyi
- Meszes
- Nyomár
- Perkupa
- Rakaca
- Rakacaszend
- Szakácsi
- Szalonna
- Szendrő
- Szendrőlád
- Szin
- Szinpetri
- Szuhogy
- Szögliget
- Szőlősardó
- Teresztenye
- Tomor
- Tornabarakony
- Tornakápolna
- Tornanádaska
- Tornaszentandrás
- Tornaszentjakab
- Varbóc
- Viszló
- Ziliz